# Passagiermotorboote der Deutschen Reichsbahn auf dem Bodensee
Die Passagiermotorboote der Deutschen Reichsbahn auf dem Bodensee waren eine kleine Flotte von Motorbooten, die von der Reichsbahn von 1920 an für den Personenverkehr betrieben wurden. Von verschiedenen Heimathäfen aus wurden die Boote für lokale Routen, Sonderfahrten und zu touristischen Anlässen eingesetzt.

## Geschichte
Die neu gegründete Deutsche Reichsbahn übernahm am 1. April 1920 die Länderbahnen von Bayern, Württemberg und Baden. Damit kamen die von den Länderbahnen betriebenen Passagierschiffe auf dem Bodensee in den Geschäftsbereich der Reichsbahn.
Zusätzlich zu den großen Linienschiffen beschaffte die Reichsbahn für den Lokalverkehr und den zunehmend einsetzenden Tourismus über die Jahre auch mehrere kleine Motorboote und betrieb diese über unterschiedlich lange Zeit. Nur zwei dieser Motorboote wurden von der Reichsbahn neu beschafft, die anderen sechs Boote wurden gebraucht gekauft bzw. bei der Übernahme kleiner Fahrgastschiffsbetriebe mit übernommen. Die Erfahrungen und der Erfolg der Passagiermotorboote waren die Grundlage für die Deutsche Bundesbahn als Nachfolgerin der Reichsbahn, vorwiegend Werftneubauten zu beschaffen und mit der Raubvogelklasse eine kleine Schiffsbaureihe in Auftrag zu geben, die durch zwei sogenannte Omnibusboote ergänzt wird. Als Motorboote werden Fahrgastschiffe bezeichnet, die für maximal 125 Passagiere zugelassen sind. Größere nennt man Motorschiffe.

## Boote

### Adler
Das erste Passagiermotorboot mit dem Namen Adler gehört zu der ersten Gruppe von drei Boote, die von der Reichsbahn 1920 gebraucht gekauft wurden. Das Boot wurde bereits 1912 für einen privaten Eigner gebaut. Mit einer Motorleistung von 160 PS war die Adler das stärkste der drei Boote. Sie wurde dem Hafen Konstanz zugeteilt und für Fahrten im Konstanzer Trichter eingesetzt. Zum Ende des Zweiten Weltkriegs wurde das Boot als Reparationsleistung von den französischen Truppen beschlagnahmt und abtransportiert, der weitere Verbleib und das Schicksal der Adler ist unbekannt.
Nachfolgeschiffe für die Adler gab es erst 1953: Als namentlicher Nachfolger die Adler der Raubvogelklasse, als Nachfolger mit Heimathafen Konstanz die Motorboote Woge, Falke und Sperber (die letzten beiden sind ebenfalls Boote der Raubvogelklasse).
| Daten:                      | Daten:         | Daten:                     |
| --------------------------- | -------------- | -------------------------- |
| Baujahr: 1912               | Länge: 10,40 m | Motorleistung: 160 PS      |
| Werft: ?                    | Breite: 1,80 m | Geschwindigkeit: 21,0 km/h |
| Indienststellung (DR): 1920 | Tiefgang: ?    | Kapazität: 25 Pers.        |
| Heimathafen: Konstanz       | Tonnage: 3,0 t | Verbleib: ?                |

### Bayern

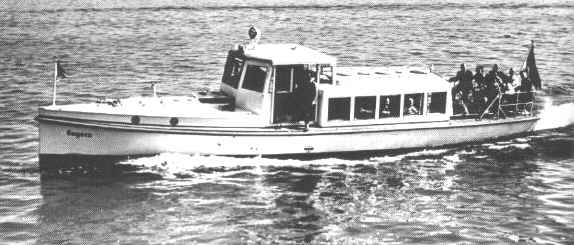
MB Bayern 1949 vor dem Hafen Friedrichshafen

Die Bayern wurde bei der Rolandwerft in Bremen gebaut. Während des Ersten Weltkriegs wurde das Boot noch unter dem ersten Namen Gemmingen beim Grenzschutz in Lindau eingesetzt, 1919 an die Hafenmeisterei Lindau verkauft und 1920 von der Reichsbahn übernommen. Hier wurde das Boot in Bayern umbenannt und vom Heimathafen Lindau aus für Dienst- und Gesellschaftsfahrten eingesetzt. Ab dem 1. Juli 1929 wurde eine Linie zwischen dem Hafen Lindau und dem ca. 3 km entfernten Strandbad Eichwald südöstlich von Reutin eingerichtet, die mit der Bayern bedient wurde. Wegen seines geringem Tiefgangs wurde das Boot auch für Sonderfahrten auf dem Alten Rhein eingesetzt. 1936 wurde das Boot mit einem Maybach-Motor neu motorisiert und die Innenräume wurden neu gestaltet. Noch vor Kriegsende wurde die Bayern von der französischen Marine beschlagnahmt und bis 1949 von der französischen Zollverwaltung unter dem Namen Bretonne verwendet.
1949 wurde das Motorboot auf der Bodan-Werft in Kressbronn grundlegend umgebaut und in den neuen Heimathafen Friedrichshafen verlegt, wo die Bayern das von den Franzosen beschlagnahmte MB Buchhorn ersetzte. Dort wurde sie noch bis zum 1. September 1956 weiter betrieben und dann ausgemustert. Ihr Nachfolgeschiff in Friedrichshafen war das Omnibusboot Hecht.
| Daten:                      | Daten:           | Daten:                      |
| --------------------------- | ---------------- | --------------------------- |
| Baujahr: 1908               | Länge: 14,70 m   | Motorleistung: 45 PS        |
| Werft: Rolandwerft Bremen   | Breite: 3,00 m   | Geschwindigkeit: 19,0 km/h  |
| Indienststellung (DR): 1920 | Tiefgang: 0,90 m | Kapazität: 32 Pers.         |
| Heimathafen: Lindau         | Tonnage: 6,0 t   | Verbleib: 1956 ausgemustert |

### Nymphe

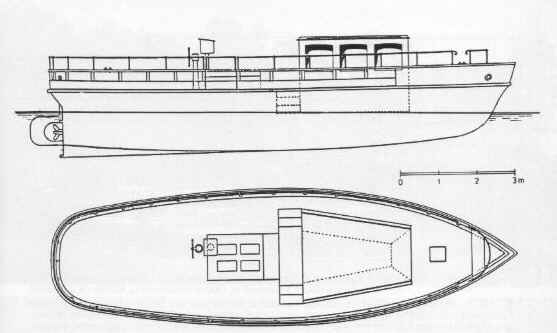
Planskizze der Nymphe nach dem Umbau zu einem Motorboot

1906 nahm die Stadt Radolfzell den Schiffsbetrieb auf dem Untersee auf, und kaufte dafür ein gebrauchtes Motorboot vom Greifensee, das ursprünglich als Segler für das Mittelmeer geplant wurde. Der Radolfzeller Schiffsbetrieb ging 1920 in der Reichsbahn auf, die zunächst die Nymphe weiterbetrieb, aber schon 1921 an die Schweizerische Dampfbootgesellschaft für den Untersee und Rhein in Schaffhausen verkaufte. Das Boot blieb weiter im Fahrgastverkehr rund um die Höri eingesetzt und wurde ab 1923 von der Reichsbahn für dieselbe Verwendung angemietet. 1930 schließlich kaufte die Reichsbahn die Nymphe zurück. Da aber seit 1929 und 1930 zwei größere Motorschiffe, die MS Mettnau und die MS Schienerberg, ebenfalls im Kursverkehr auf dem Untersee eingesetzt wurden, bestand für die Nymphe kein Bedarf mehr. Daher wurde das Boot 1931 abgewrackt.
| Daten:                      | Daten:         | Daten:                      |
| --------------------------- | -------------- | --------------------------- |
| Baujahr: vor 1906           | Länge: 12,30 m | Motorleistung: 24 PS        |
| Werft: Escher Wyss, Zürich  | Breite: 3,75 m | Geschwindigkeit: 15,5 km/h  |
| Indienststellung (DR): 1920 | Tiefgang: 1,05 | Kapazität: 60 Pers.         |
| Heimathafen: Radolfzell     | Tonnage: ?     | Verbleib: 1931 verschrottet |

### Reichenau

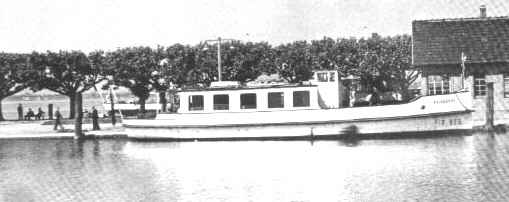
Die Reichenau um 1950 in Radolfzell

Die ehemalige Reichenau wurde von der Bodan-Werft Kressbronn gebaut und 1928 von der Reichsbahn für den Untersee-Verkehr auf Fahrgastrouten zwischen Radolfzell, Iznang und der Insel Reichenau in Dienst gestellt. Mit kriegsbedingten Einschränkungen während des Zweiten Weltkriegs war das Boot bis in die 1950er Jahre ganzjährig in Betrieb. 1961 erfolgte der Verkauf an das Berliner Schifffahrtsunternehmen Haupt, das das Schiff mehrmals umbaute und unter dem neuen Namen ab 1971 als Tegel betrieb. 1978 erfolgte ein weiterer Verkauf und ein Umbau bei DIW in Spandau und eine erneute Namensänderung in Seute Deern. Dann erfolgte 1988 wiederum ein Umbau und zu Pfingsten 1989 kam es, inzwischen 50 Meter lang, mit dem Namen Berlin in Fahrt auf Havel und Spree im Berliner Raum.
Ein Nachfolgeschiff auf dem Bodensee hatte die Reichenau bereits 1961 mit einem dreimal so großen Schiffsneubau, der auch den Namen Reichenau übernahm.
| Daten:                        | Daten:           | Daten:                     |
| ----------------------------- | ---------------- | -------------------------- |
| Baujahr: 1928                 | Länge: 19,00 m   | Motorleistung: 100 PS      |
| Werft: Bodan-Werft Kressbronn | Breite: 4,00 m   | Geschwindigkeit: 21,5 km/h |
| Indienststellung (DR): 1928   | Tiefgang: 0,98 m | Kapazität: 90 Pers.        |
| Heimathafen: Konstanz         | Tonnage: 23,0 t  | Verbleib: als Berlin aktiv |

### Reutin

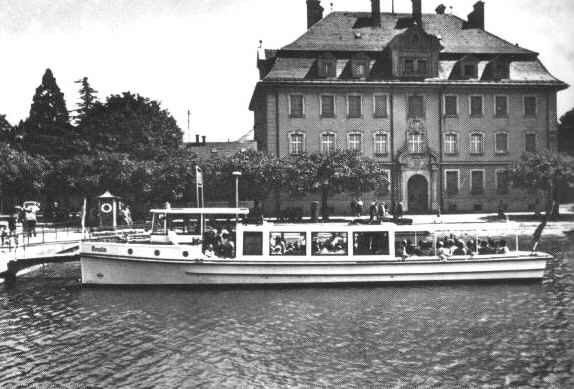
Die Reutin im August 1951 im Lindauer Hafen

Das 1929 gebaute Motorboot Reutin gehörte wie die im Jahr zuvor gebaute Reichenau zu den einzigen Neubauten an Fahrgastbooten für die Reichsbahn. Die Reutin wurde, wie der große Schiffsneubau dieses Jahres für die Reichsbahn, die Allgäu, dem Hafen Lindau zugeordnet. Eingesetzt wurde die Reutin wie die Bayern auf der Linie zum Strandbad Eichwald und beförderte 1936 zusammen mit der Bayern 56.473 Personen. 1964 wurde das Boot an ein privates Schifffahrtsunternehmen am Untersee verkauft, wo es bis 1980 als Santa Maria ganzjährig auf der Strecke Gaienhofen – Steckborn eingesetzt wurde. Vermutlich 1983/84 wurde die Reutin verschrottet.
| Daten:                      | Daten:           | Daten:                             |
| --------------------------- | ---------------- | ---------------------------------- |
| Baujahr: 1929               | Länge: 16,67 m   | Motorleistung: 150 PS              |
| Werft: Deggendorfer Werft   | Breite: 3,25 m   | Geschwindigkeit: 21,0 km/h         |
| Indienststellung (DR): 1929 | Tiefgang: 1,00 m | Kapazität: 80 Pers.                |
| Heimathafen: Lindau         | Tonnage: 17,8 t  | Verbleib: 1983/84 (?) verschrottet |

### Silberhecht

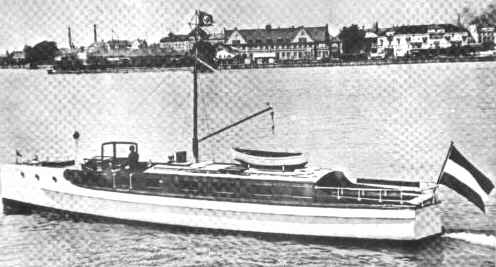
MB Silberhecht 1934 vor Lindau

Das 1910 gebaute Motorboot Silberhecht wurde als einziges Fahrgastboot eines privaten Schifffahrtsunternehmens auf dem Bodensee betrieben. 1937 wurde das Boot durch einen Brand stark beschädigt und von der Michelsen-Werft in Seemoos wieder instand gesetzt. 1938 übernahm die Reichsbahn das Unternehmen mit der Silberhecht und setzte das Boot auf der zunehmend stärker ausgelasteten Linie (1937: bereits 73.597 Personen) zum Strandbad Eichwald ein.
In den Kriegsjahren wurde die Silberhecht immer weniger eingesetzt und nach der Schutzinternierung in die Schweiz von der französischen Besatzungsmacht als Reparationsleistung konfisziert. Der Verbleib und das weitere Schicksal des während der Besatzungszeit schwer beschädigten Bootes ist unbekannt. Das St. Galler Tagblatt schrieb:  „Knappe Hinweise aus überlieferten Aktenbeständen zeigen aber, dass das 1910 erbaute Ausflugsboot «Silberhecht» im Jahr 1950 durch die Bodanwerft Kressbronn in die «Rheinlust die Zweite» umgebaut wurde. Bis etwa 1980 blieb dann die «Rheinlust» auf dem Bodensee ab ihrem neuen Heimathafen Rorschach im Dienst, zuletzt als Einheit der Städtischen Motorbootsbetriebe Rorschach. Das verschollen geglaubte Boot hatte ein zweites Leben.“
Siehe auch Rheinlust (II)
| Daten:                      | Daten:          | Daten:                     |
| --------------------------- | --------------- | -------------------------- |
| Baujahr: 1910               | Länge: 16,00 m  | Motorleistung: 70 PS       |
| Werft: ?                    | Breite: 3,25 m  | Geschwindigkeit: 14,0 km/h |
| Indienststellung (DR): 1938 | Tiefgang: ?     | Kapazität: 60 Pers.        |
| Heimathafen: Lindau         | Tonnage: 12,0 t | Verbleib: Umbau 1950       |

### Arthur

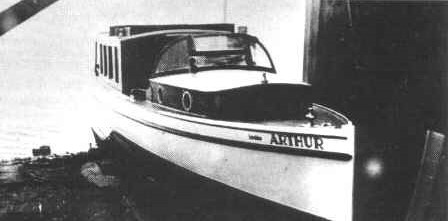
Die Arthur um 1940 in der Lindauer Werft

Die Arthur wurde 1912 von der Lürssen-Werft in Bremen-Vegesack gebaut und in Swinemünde unter dem Namen Rolf eingesetzt. 1939 wurde es von der Eisenbahngesellschaft Oldenburg übernommen, der das Boot seit 1921 gehörte. Mit der Arthur wurden die Boote Bayern, Reutin und Silberhecht im Lokalverkehr unterstützt, besonders auf der Linie zum Strandbad Eichwald. Und wie die Bayern und die Silberhecht wurde die Arthur nach Kriegsende konfisziert und mit unbekanntem Ziel abtransportiert.
| Daten:                        | Daten:          | Daten:                     |
| ----------------------------- | --------------- | -------------------------- |
| Baujahr: 1912                 | Länge: 15,50 m  | Motorleistung: 100 PS      |
| Werft: Lürssen-Werft Vegesack | Breite: 3,20 m  | Geschwindigkeit: 19,0 km/h |
| Indienststellung (DR): 1939   | Tiefgang: ?     | Kapazität: 60 Pers.        |
| Heimathafen: Lindau           | Tonnage: 10,0 t | Verbleib: ?                |

### Glückauf

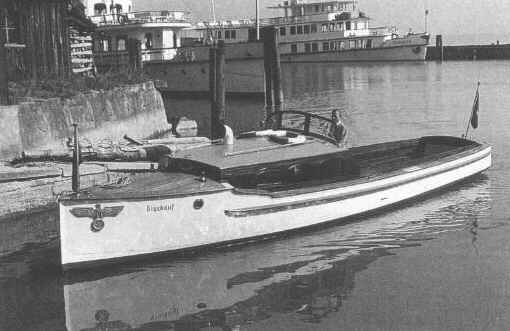
Die Glückauf um 1940 im Lindauer Werfthafen. Dahinter DS Lindau und MS Kempten

Die Glückauf war das kleinste im Lindauer Hafen stationierte Passagiermotorboot der Reichsbahn, das wie die Silberhecht von einem privaten Schifffahrtsunternehmen übernommen wurde. Im Dienst des Vorbesitzers kam es im Lindauer Hafen am 9. Mai 1934 zu einer Kollision mit der MS Thurgau. Das Boot konnte repariert und weiter betrieben werden.
Für die Reichsbahn wurde die Glückauf wie die anderen Passagiermotorboote im Strandbadverkehr eingesetzt, hatte aber von allen Reichsbahnbooten die kürzeste Dienstzeit auf dem Bodensee. Denn bereits drei Jahre später wurde die Glückauf für den Kriegseinsatz requiriert und von der Wehrmacht an den Dnepr gebracht, wo sie als Soldatenfähre eingesetzt wurde und verloren ging.
| Daten:                            | Daten:         | Daten:                       |
| --------------------------------- | -------------- | ---------------------------- |
| Baujahr: 1912                     | Länge: 10,40 m | Motorleistung: 60 PS         |
| Werft: Rummelsburger Werft Berlin | Breite: 1,80 m | Geschwindigkeit: 21,0 km/h   |
| Indienststellung (DR): 1939       | Tiefgang: 0,65 | Kapazität: 25 Pers.          |
| Heimathafen: Lindau               | Tonnage: 5,0 t | Verbleib: Kriegsverlust 1942 |